# Vương quốc Hawaii
Vương quốc Hawaii được thành lập vào năm 1795 với sự chinh phục của các tiểu vương quốc độc lập nhỏ hơn O'ahu, Maui, Moloka'i, và Lāna'i thành một chính phủ. Năm 1810, toàn bộ các hòn đảo cuối cùng cũng được thống nhất khi Kaua'i và Ni'ihau gia nhập vương quốc tự nguyện và không có đổ máu hay chiến tranh. Vương quốc này bị lật đổ trong 17 tháng 1 năm 1893 và Cộng hòa Hawaii được thành lập, cuối cùng trở thành tiểu bang Hawaii.

## Lịch sử
Một loạt các trận chiến kéo dài 15 năm, được chỉ huy bởi thủ lĩnh chiến binh người sau này trở thành Kamehameha Đại đế. Vương quốc Hawaii đã được thành lập với sự giúp đỡ của các loại vũ khí phương Tây và các cố vấn, như John Young và Isaac Davis. Mặc dù thành công trong việc tấn công cả O'ahu và Maui, ông đã không thể đảm bảo một chiến thắng trong Kaua'i, nỗ lực của ông bị cản trở bởi một cơn bão và một bệnh dịch làm suy kiệt quân đội của ông. Cuối cùng, Kaua'i thề trung thành với Kamehameha. Sự thống nhất kết thúc xã hội Hawaii cổ, biến nó thành một chế độ quân chủ lập hiến độc lập thủ công trong truyền thống và cách thức của quốc vương châu Âu.

## Các quốc vương Hawaii
1. Kamehameha Đại đế: 1782 - 1819
2. Kamehameha II: 1819 - 1824
3. Nữ hoàng Ka ʻ ahumanu: 1824 - 1827
4. Kamehameha III: 1824 - 1854
5. Kamehameha IV: 1855 - 1863
6. Kamehameha V: 1863 - 1872
7. Lunalilo: 1872 - 1874
8. Kalākaua: 1874 - 1891
9. Liliʻuokalani: 1891 - 1893